# ممشقة (أداة)
المِمْشَقة هي صفيحة معدنية بها صفوف من الإبر المدببة تستخدم لمزج أو فرد الشعر.